# オムラン・ダクニシュ
オムラン・ダクニシュ（アラビア語: عمران دقنيش、Omran Daqneesh、2011年 - ）は、シリア人の男性。アレッポの戦い（シリア内戦）が行われていた5歳の頃、シリアの都市アレッポで空爆により負傷した。この時の映像がインターネット上に流され、メディアの注目を集めた。

## 経緯
2016年8月17日、シリアのアレッポで反政府武装勢力支配下のアルカペジエ地区で攻撃を受け、負傷した。頭に傷を負い、M10と呼ばれる病院に連れて行かれ、その後退院した。両親と1歳、6歳、10歳の3人の兄弟と一緒に救助されたが、彼の10歳の兄は2016年8月20日に死亡した。家族が救出された直後、マンションは崩壊した。5人の子供を含む8人が攻撃で死亡した。この映像は、シリアの野党活動家グループ、アレッポ・メディア・センターによって発表された。
家の瓦礫から引きずられた後に救急車に撃たれた彼の映像は、国際的な怒りを引き起こし、新聞やソーシャルメディアで広く取り上げられた。
中国・ロシアのメディア、シリア軍の両勢力は、映像をプロパガンダと呼び、映像が演出されていたことを一部の国際メディアも指摘している。
2017年6月、少年の新しい写真やビデオが現れ、家族がアサド大統領が率いるシリア政府を支持していることが明らかになった。父親モハマド・ヘール・ダクニシュも、またアレッポでの反乱団体とホワイトヘルメットに対して政権転覆を推進するプロパガンダとして家族を利用しようと試みたと批判している。

## 参照
- Death of Alan Kurdi
- Death of Hamza Ali Al-Khateeb
- Refugees of the Syrian Civil War